# Дровново
Дровново — деревня в Петушинском районе Владимирской области России, входит в состав Пекшинского сельского поселения.

## География
Деревня расположена в 19 км на север от центра поселения деревни Пекша и в 35 км на северо-восток от райцентра города Петушки.

## История
В 1730 году деревня входила в состав Алексинского прихода.
В конце XIX — начале XX века деревня входила в состав Короваевской волости Покровского уезда. В 1859 году в деревне числилось 48 дворов, в 1905 году — 69 дворов, в 1926 году — 80 дворов.
С 1929 года деревня являлась центром Дровновского сельсовета Петушинского района, с 1949 года — в составе Васильковского сельсовета, с 1968 года — в составе Анкудиновского сельсовета, 2005 года — в составе Пекшинского сельского поселения.

## Население
| 1859 | 1905 | 1926 |
| ---- | ---- | ---- |
| 325  | 421  | 352  |

| 1859 | 1905 | 1926 | 2002 | 2010 | 2021 |
| ---- | ---- | ---- | ---- | ---- | ---- |
| 325  | ↗421 | ↘352 | ↘0   | →0   | ↗5   |